# Abdul Kahar do Brunei
Abdul Kahar foi o sexto sultão de Brunei. Ele governou de 1524 até deixar o trono em 1530 para permitir que seu sobrinho e filho adotivo Saiful Rijal se tornasse sultão. Quando seu filho subiu ao trono, Abdul Kahar atuou como regente com o título Paduka Seri Begawan Sultan. Após sua morte em 1578, ele era conhecido como Marhum Keramat.